# Meibomia heptaphylla
Meibomia heptaphylla là một loài thực vật có hoa trong họ Đậu. Loài này được (Sweet) Kuntze mô tả khoa học đầu tiên năm 1891.